# Аль-Модиахи, Мохаммед
Мохаммед Аль-Модиахи (араб. محمد المضيحكي‎, род. 1 июня 1974, Катар) — катарский шахматист, гроссмейстер (1998). Он был признан лучшим игроком столетия арабских стран.
В 1986 году Аль-Модиахи занял четвёртое место на чемпионате мира до 12 лет в Пуэрто-Рико, а в 1989 году он выиграл чемпионат Азии до 16 лет.
Аль-Модиахи — неоднократный победитель и призёр Чемпионата арабских стран по шахматам. Он выиграл турнир в 1994, 1997 и 2000 года и разделил первое место с Хишамом Хамдуши в 2002 году. Аль-Модиахи участвовал в четырёх чемпионатах мира по шахматам по нокаут-системе (1999, 2000, 2001, 2004).
С 1988 года Аль-Модиахи выступал за Катар на шахматных олимпиадах, с 1990 года — на первой доске. Играя за слабую команду и потому выступая против не самых сильных противников, Аль-Модиахи дважды показывал лучший результат на первой доске (1996 и 1998). При этом в 1996 году, ещё международным мастером, Аль-Модиахи опередил ставшего вторым Гарри Каспарова.
Аль-Модиахи женат на китайской шахматистке, экс-чемпионке мира, Чжу Чэнь. Пара познакомилась в 1994 году в Малайзии, в 2001 году они поженились.

## Изменения рейтинга
| Графики недоступны из-за технических проблем. См. информацию на Фабрикаторе и на mediawiki.org. |